# Вінцентій Кадлубек
Вінцентій Кадлубек (пол. Wincenty Kadłubek, між 1155 і 1160, с. Карвув — 8 березня 1223, Єнджеюв) — польський хроніст, політичний та релігійний діяч. Народився між 1155 і 1160 роками в с. Карвув під Стойбницею (нині Опатовського повіту Свентокшиського воєводства Польщі). Деякі історики приписують його батьку ім'я Богуслав (пол. Bogusław), інші вважають, що ним був палатин Стефан, брат краківського воєводи Миколая. Здобув блискучу освіту, мав ступінь магістра. 1207 року призначений краківським єпископом Римо-католицької церкви, 1218-го за невідомих обставин зрікся сану. Помер 8 березня 1223 року в м. Єнджеюв. Блаженний Римо-католицької церкви.  

## Chronica Polonorum
На замовлення Казимира II Справедливого написав велику «Хроніку Поляків» (Chronica Polonorum), в якій висвітлюється історія Польщі до 1202. Широко використовував твори античних та середньовічних авторів. Був виразником інтересів магнатства Малої Польщі (першим щодо нього застосував термін «лехіти») та ідеологом експансивної політики Малопольського князівства на схід. У Хроніці є чимало повідомлень про Русь та Східну Європу, які умовно можна розділити на три частини. Перша частина — свідчення про Русь та русько-польс. відносини до початку 12 ст. — написана під впливом хроніки Галла Аноніма і як джерело не є достатньо цінною. Друга частина відомостей стосується періоду середини 12 ст. і містить інформацію, запозичену з різноманітних джерел (рочників, спогадів очевидців подій, усних пам'яток, матеріалів князівської канцелярії тощо). У зіставленні з давньоруськими літописами дає можливість відтворити картину взаємин давньоруського і польського князівств. Виняткову цінність свідчення Хроніки мають для дослідження історії Волині та Галичини останнього двадцятиріччя 12 — поч. 13 ст., оскільки чимало важливих фактів цієї історії висвітлені Кадлубеком як очевидцем та учасником подій. Зокрема, це стосується історії Берестейської землі, боротьби кн. Романа Мстиславича за оволодіння галицьким столом, історії його взаємин з польським володарями Казимиром II, Мєшком III Старим та Лешеком Білим. Хроніка вперше опублікована у 1612 році у Добромилі (Львівщина) друкарем Яном Шелігою на замовлення Яна-Щенсного Гербурта.